# Zygmunt Świechowski
Zygmunt Świechowski (ur. 18 lutego 1920 w Wilnie, zm. 28 grudnia 2015 w Warszawie) – polski historyk sztuki (mediewista), fotograf, nauczyciel akademicki (profesor nauk technicznych) w zakresie historii architektury i konserwacji zabytków. Członek honorowy Stowarzyszenia Konserwatorów Zabytków, były członek Komitetu Nauk o Sztuce Wydział I – Nauk Społecznych Polskiej Akademii Nauk, założyciel i były prezes Patria Polonorum. Badacz sztuki romańskiej.

## Życiorys
Syn Józefa. W 1950 r. ukończył historię sztuki na Uniwersytecie im. Adama Mickiewicza w Poznaniu, gdzie był uczniem profesora Szczęsnego Dettloffa. Od 1948 r. związany był z Wrocławiem, gdzie rozpoczął pracę naukową na Politechnice Wrocławskiej jako asystent, a potem bliski współpracownik profesora Jana Zachwatowicza, następnie w latach 1963–1978 był kierownikiem Katedry Historii Sztuki na Uniwersytecie Wrocławskim. Później, w latach 1978–1998, był dyrektorem Instytutu Urbanistyki i Architektury Wydział Budownictwa, Architektury i Inżynierii Środowiska Politechniki Łódzkiej. Wykładał też na uniwersytetach we Francji (na Sorbonie w Paryżu), Włoszech (na Uniwersytecie w Pawii), Anglii (w Londynie) i Niemczech (w Berlinie, Kolonii i Strasburgu). Współpracował też m.in. z Centre d'études supérieures de civilisation médiévale w Poitiers. Od 2000 r. jest członkiem Rady Muzealnej Muzeum Architektury we Wrocławiu. W 1988 r. założył stowarzyszenie „Patria Polonorum”, które zrzeszyło kilka polskich organizacji koordynujących działania opieki nad zabytkami, m.in. Towarzystwo Miłośników Historii i Zabytków Krakowa, Towarzystwo Opieki nad Zabytkami, Fundację Kultury Polskiej, Kaliskie Towarzystwo Przyjaciół Nauk. W 1991 r. zostało ono przyjęte w skład Międzynarodowej Federacji Stowarzyszeń ds. Ochrony Kulturalnego i Naturalnego Dziedzictwa Europy Europa Nostra, a Zygmunt Świechowski, prezes stowarzyszenia Patria Polonorum, został członkiem jego Rady Naczelnej.
Zmarł 28 grudnia 2015 r. w Warszawie, pochowany w grobie rodzinnym na cmentarzu w Wilanowie.

## Twórczość
Zygmunt Świechowski prowadzi badania nad architekturą i sztuką średniowieczną, przede wszystkim romańską w Polsce. Szczególne znaczenie mają publikacje odnoszące się do dzieł architektury powstałych w Wielkopolsce w czasach piastowskich. W czasie wyjazdów naukowych próbował też odszukać w Niemczech niektóre z dzieł sztuki ukradzionych przez Niemców w czasie II wojny światowej, m.in. romańską antabę w kształcie głowy lwa, której z pyska wystawała ludzka główka z Czerwińska i gotycką rzeźbę Pięknej Madonny Toruńskiej (z ok. 1395 r.).
Jest autorem wielu prac naukowych i książek popularnonaukowych z zakresu historii sztuki, głównie średniowiecznej. Opublikował (jako główny autor lub współautor) m.in.:
1. L'architecture cistercienne en Pologne et ses liens avec la France, 1958.
2. Architektura granitowa Pomorza Zachodniego w XIII wieku, Poznań: Poznańskie Towarzystwo Przyjaciół Nauk, 1950.
3. Architektura na Śląsku do połowy XIII w., Warszawa: „Budownictwo i Architektura”, 1955.
4. Architektura opactw cysterskich: małopolskie filie Morimond, Wrocław: Oficyna Wydawnicza Politechniki Wrocławskiej, 2008 (współautor Ewa Łużyniecka).
5. Architektura polska do połowy XIX wieku: album, Warszawa: Państwowe Wydawnictwa Techniczne, 1952.
6. Architektura romańska w Polsce, Warszawa: „DiG”, 2000.
7. Architektura romańska w Polsce: bibliografia, Warszawa: „DiG”, 2001 (współautor Ewa Świechowska).
8. The Architecture of the Cistercians in Poland, Polish and English Responses to French Art and Architecture, Contrasts and Similarities, Birkbeck College, University of London, 1994.
9. Aspekte zur Kunstgeschichte von Mittelalter und Neuzeit: Karl Heinz Clasen zum 75. Geburtstag, Weimar: H. Böhlaus Nachf., 1971.
10. Attyki gotyckie na Warmii, Warszawa: 1951.
11. Die Bedeutung Italiens für die romanische Architektur und Bauplastik in Polen, Budapest: Akad. Nyomda, 1964.
12. Budownictwo romańskie w Polsce: katalog zabytków, Wrocław: Zakład Narodowy im. Ossolińskich Wydawnictwo PAN, 1963.
13. Dzieje budownictwa w Polsce według Oskara Sosnowskiego, Warszawa: Państwowe Wydawnictwo Naukowe, 1964.
14. Gallia romanica: architektura i rzeźba romańska we Francji w fotografii Zygmunta Świechowskiego, Wrocław: Muzeum Architektury, 2006 ISBN 83-89262-32-0.
15. Katalog architektury romańskiej w Polsce, Warszawa: Wydawnictwo DiG, 2009.
16. Katedry angielskie: English cathedrals, Wrocław: Muzeum Architektury, 2011.
17. Kościelec: Kościół p. w. św. Wojciecha, Opatów: kolegiata p. w. św. Marcina, Warszawa: Państwowe Wydawnictwa Techniczne, 1954.
18. Marmury weneckie z kaplicy w Antoninie, Malbork: 2001.
19. Nieznane zabytki rzeźby gotyckiej na Warmii i Pomorzu Gdańskim, Warszawa: 1951 (współautor Aleksandra Świechowska).
20. Opactwo Sulejowskie: monografia architektoniczna, Poznań: Państwowe Wydawnictwo Naukowe, 1954.
21. Osteuropäische Architektur und Plastik, [w] Das Mittelalter II, Das Hohe Mittelalter, Propyläen-Kunstgeschichte, Berlin 1972.
22. Patria Polonorum, Warszawa 1995 (współaut. Ewa Świechowska).
23. Powiat iłżecki, Warszawa: Państwowy Instytut Sztuki. Dział Inwentaryzacji Zabytków, 1957 (współautorstwo).
24. Powiat myśliborski, Warszawa: Państwowy Instytut Sztuki. Dział Inwentaryzacji Zabytków, 1952 (współautorstwo).
25. Romanesque art in Poland, Warsaw: „Arkady”, 1983.
26. Romanische Kunst in Polen, Warschau: „Arkady”, [1984].
27. Romanische Reliefs von venezianischen Fassaden, „Patere e Formelle”, Wiesbaden 1982 (współaut. Alberto Rizzi).
28. Románske umenie v Pol'sku, Bratislava: Tatran, 1984.
29. Romanskoe iskustvo v Pol'še, Varšava: „Arkady”, 1984.
30. Sculpture romane d’Auvergne, Clermont-Ferrand, 1973.
31. Słupsk: zagadnienia ukształtowania przestrzennego, Warszawa: 1955.
32. Strzelno romańskie, Poznań: „Patria Polonorum”: Księgarnia Św[iętego] Wojciecha, 1998.
33. Strzelno, rzeźba romańska, Strzelno: Polskie Towarzystwo Turystyczno-Krajoznawcze, 1987.
34. Szlak świętego Wojciecha: przewodnik, Warszawa: „Patria Polonorum”; Gdańsk: „Via Mercatorum”, 1997 (współaut. Dariusz Piasek).
35. Sztuka gotyku, Poznań: „Pallottinum”, 1950.
36. Sztuka polska 1, Romanizm, Warszawa: Wydawnictwo „Arkady”, 2005.
37. Sztuka polska. [1], Romanizm; Warszawa: Wydawnictwo „Arkady”, 2013 (przy udziale Ewy Świechowskiej).
38. Sztuka Pomorza Zachodniego, Warszawa: Państwowe Wydawnictwo Naukowe 1973.
39. Sztuka romańska, Poznań: „Pallottinum”, dr. 1949.
40. Sztuka romańska, Warszawa: Wydawnictwa Artystyczne i Filmowe, 1976.
41. Sztuka romańska w Polsce, Warszawa: „Arkady”, 1982.
42. Sztuka romańska w Polsce, Warszawa: „Arkady”, 1990.
43. Verleihung des Europa-Preises für Denkmalpflege 1994 an das Museum und die Gartenanlagen von Niebor, Hamburg: Stiftung F.V.S., 1994.
44. Wenetobyzantinische Fassadenreliefs im Klosterhof zu Berlin-Glienicke, Festschrift für Otto Simson zum Geburstag, Berlin 1977.
45. Wrocław, jego dzieje i kultura. Warszawa: „Arkady”, 1978.(red. i współautorstwo).
46. Z dziejów Słupska i Ustki, Słupsk: Wydawnictwo Poznańskie, 1958.
47. Z dziejów sztuki śląskiej, Warszawa: Państwowe Wydaw. Naukowe, 1978 (red. i współautorstwo).

Od okresu studiów Zygmunt Świechowski zajmował się również fotografią. Specjalizował się w dokumentowaniu sztuki średniowiecznej w Polsce i poza granicami kraju. Fotografie prezentował na wystawach tematycznych. Jedną z nich była „Gallia romanica”, która przedstawiała najważniejsze zabytki architektury i rzeźby romańskiej we Francji, a powstała w oparciu o czarno-białe negatywy wykonane przeważnie w 1957 r. Po raz pierwszy eksponowana była w latach 60. w Instytucie Francuskim w Warszawie, ponownie w 2006 r. w Muzeum Architektury we Wrocławiu, następnie zaś w latach 2007–2010 w kilku muzeach czeskich i morawskich (np. w Ostrawie w 2009), które opublikowały czeską wersję katalogu. Drugą wystawą tematyczną były „Katedry angielskie”. Materiały do wystawy zebrano podczas objazdów naukowych organizowanych przez kielecki oddział Stowarzyszenia Historyków Sztuki przy poparciu Ambasady Brytyjskiej w Warszawie, a po raz pierwszy prezentowana w 2011 we Wrocławiu. Później pod patronatem wrocławskiego Muzeum Architektury powstała ekspozycja „Kościoły romańskie Francji i katedry gotyckie Anglii”, w 2013 r. wystawiana m.in. w Muzeum Początków Państwa Polskiego w Gnieźnie, a wcześniej (w latach 2010–2012) w pierwotnej wersji eksponowana jako „Pod Kamennou Klenbou – Anglické katedrály, Gallia Romanica” w muzeach w Czechach i na Morawach, m.in. w Kutnej Horze, Brnie i Vyšším Brodie (w 2012).

## Ordery i odznaczenia
- Krzyż Oficerski Orderu Odrodzenia Polski (16 września 1996)[14]
- Krzyż Kawalerski Orderu Odrodzenia Polski[8]
- Złoty Krzyż Zasługi (11 lipca 1955)[4]
- Medal 10-lecia Polski Ludowej (19 stycznia 1955)[15]
- Złoty Medal „Zasłużony Kulturze Gloria Artis” (30 stycznia 2009)[16]

## Nagrody i wyróżnienia
27 października 2008 r. został „za wybitne osiągnięcia w dziedzinie badań i ochrony zabytków” w Sali Koncertowej Zamku Królewskiego w Warszawie uroczyście uhonorowany nagrodą im. Prof. Jana Zachwatowicza przez Polski Komitet Narodowy Międzynarodowej Rada Ochrony Zabytków i Miejsc Historycznych (ICOMOS) i Generalnego Konserwatora Zabytków. Laudację wygłosiła prof. dr hab. inż. arch. Ewa Łużyniecka. W 2013 r. otrzymał Nagrodę Lednickiego Orła Piastowskiego „za propagowanie wiedzy na temat dynastii pierwszych Piastów”. 

Naukowy i dydaktyczny wkład prof. Zygmunta Świechowskiego w badania i upowszechnianie wiedzy z zakresu historii sztuki i architektury dynastii piastowskiej wśród społeczeństwa jest olbrzymi

 Był wyróżniony też m.in. dyplomem honorowym Uniwersytetu w Poitiers i dwoma nagrodami Ministra Szkolnictwa Wyższego.